# أبايا ديكستا
أبايا ديكستا (بالإنجليزية: Appayya Dikshita)‏ فیلسوف دیني هندي (1552 - 1624 م، أو 1520 - 1593 م، تبعا لتباين المصادر)، كتب بالسنسكريتية. ويقال إنه عاش في بلاط الملك فنكاتا الأول ، وكتب شروحًا مشهورة ومعتمدة على الكتب الدينية الكلاسيكية وعلى كتب الفيدا.